# 조이 리거
조이 리게르(히브리어: ג'וי ריגר, 영어: Joy Rieger, 1994년 3월 3일 ~ )는 이스라엘의 배우이다.

## 출연 작품
- 엔드 오브 러브  (2019)
- 해안가의 처녀들: 인어 (2018)